# Партія національного пробудження
Партія національного пробудження (індонез. Partai Kebangkitan Bangsa) — індонезійська політична партія ісламського спрямування, афільована з великою ісламською організацією Нахдатул Улама.

## Історія
Партія була заснована 1999 року лідером Нахдатул Улама Абдуррахманом Вахідом, який від 1999 до 2001 року був президентом Індонезії.
На президентських виборах 2004 року партія виставила своїм кандидатом Абдуррахмана Вахіда, а після його усунення від участі у виборах Центрвиборчкомом підтримала кандидата від Голкара Віранто, віце-президентом при якому балотувався Салахуддін Вахід, брат Абдуррахмана Вахіда й один з лідерів Нахдатул Улама. На виборах 2009 року партія підтримала Сусіло Бамбанга Юдойоно, який здобув перемогу у першому ж турі. На парламентських виборах 2014 року партія здобула 47 місць.